# Io sono leggenda (film)
Io sono leggenda (I Am Legend) è un film del 2007 diretto da Francis Lawrence.
La pellicola, con protagonista Will Smith, è basata sull'omonimo romanzo scritto da Richard Matheson. Il film è interpretato anche da Alice Braga e Dash Mihok.

## Trama
2012. Robert Neville sembra essere l'unico sopravvissuto ad una spaventosa pandemia iniziata tre anni prima, generata dal virus del morbillo geneticamente modificato, originariamente concepito dalla dottoressa Alice Krippin per combattere il cancro. L'epidemia ha infettato quasi tutti gli esseri umani e gli animali domestici con risultati diversi: la stragrande maggioranza è morta, mentre una piccola percentuale ha subìto una degenerazione simile a quella provocata dalla rabbia, che li ha condotti allo stato di zombi che devono nascondersi dai raggi solari. Meno dell'1% della popolazione è risultato immune agli effetti dell'epidemia, ma è stato cacciato e ucciso dagli infetti.
Brillante virologo militare, il dottor Neville si è barricato nella sua casa di New York dove ha costruito un laboratorio sotterraneo in cui conduce degli esperimenti su animali infetti per trovare una cura all'epidemia. Solo di giorno può aggirarsi per le strade in cerca di cibo e rifornimenti, dato che gli infetti rimangono nascosti nel buio all'interno degli edifici abbandonati, poiché se si espongono alla luce solare il loro corpo brucia. La sua unica compagnia sono la cagna Sam e dei manichini coi quali parla. Assalito dai ricordi della moglie e della figlia che sono morte 3 anni prima per un incidente in elicottero durante l'evacuazione, passa ore a guardare DVD e programmi televisivi registrati, e attende che qualcuno risponda al suo continuo messaggio radio che invita ogni sopravvissuto a raggiungerlo al porto: ogni giorno Robert si presenta al luogo stabilito nel messaggio aspettando inutilmente qualcuno.
Un giorno, mentre Robert e il suo cane cacciano un cervo per le strade, Sam si addentra in un magazzino oscuro e decadente, dove probabilmente si nascondono umani infetti, e il suo padrone entra per cercarla, riuscendo a trovarla. I due, però, vengono scoperti dagli infetti e scappano, buttandosi da una finestra dell'edificio. Robert, dato che una delle sue cure sperimentali era risultata efficace con una cavia, prepara una trappola davanti alla tana e riesce a catturare una femmina infetta, ma una volta nel laboratorio la cura porta la donna vicino alla morte.
Il giorno dopo, durante il suo consueto giro della città, Robert trova uno dei suoi manichini in mezzo alla strada; avvicinatosi per controllare, cade in una trappola, che gli fa sbattere la testa e perdere i sensi. La trappola è stata preparata da un infetto apparentemente più intelligente degli altri, che aveva visto Robert al magazzino. Risvegliandosi mentre il sole sta tramontando, quest'ultimo si libera usando un coltello ma involontariamente si ferisce con la lama. Mentre cerca di strisciare alla macchina, l'uomo infetto si rivela e sguinzaglia tre cani infetti contro l'uomo e il suo cane, che feriscono gravemente e contagiano il cane da pastore tedesco. Dopo aver ucciso i cani infetti con una pistola, Robert porta Sam al laboratorio e le inietta un antidoto sperimentale per salvarla, ma quando i sintomi iniziano a manifestarsi, diventa aggressiva e il suo padrone è suo malgrado costretto ad ucciderla. Il giorno dopo, rattristato dal dolore e ora veramente solo, Robert va a seppellire il corpo del suo cane. La notte stessa, ormai convinto di essere l'unico uomo rimasto sulla Terra, fuori di sé esce per uccidere il maggior numero di infetti, travolgendoli con la macchina.
Quando Robert sta per essere sopraffatto dagli infetti e tutto sembra perduto, l'arrivo di una donna e di un bambino, Anna ed Ethan, sopravvissuti e immuni anch'essi, lo salva dall'assalto. I tre si ritirano nella casa di Robert, dove Anna gli spiega che Dio ha fatto in modo che lo salvasse e le ha detto di mettersi in viaggio per una colonia di sopravvissuti nel Vermont, spiegando che il virus non avrebbe resistito al freddo. Anna racconta a Robert la propria avventura, spiegandogli che, durante lo scoppio dell'epidemia, lei e un gruppo di altri uomini si trovavano a bordo di una nave ospedaliera della Croce Rossa al largo di San Paolo del Brasile, ma a causa degli approvvigionamenti a terra qualcuno contrasse il virus e lo diffuse all'interno della nave; lei e il bambino sono gli unici sopravvissuti.
Fra lei e Robert, che ha visto morire tutti coloro a cui teneva e non ha più fede, scoppia un litigio, interrotto dall'assalto degli infetti guidati dal maschio infetto che aveva preparato la trappola. Il trio si rifugia nel laboratorio, dove Robert scopre che quella donna infetta a cui aveva somministrato il vaccino sta inaspettatamente guarendo. L’uomo preleva dalla donna un campione di sangue e lo consegna ad Anna, affinché si possa ricavare un antidoto per curare la malattia e salvare l'umanità. Per permettere a lei e al bambino di fuggire attraverso un cunicolo sotterraneo insieme alla cura, Robert si sacrifica facendosi esplodere con gli infetti.
Successivamente, Anna ed Ethan raggiungono la colonia di sopravvissuti nel Vermont. Grazie al sacrificio di Robert e alla cura da lui sviluppata l'umanità sarà in grado di ricominciare; la storia di Robert Neville, raccontata da Anna, diventa così leggenda.

## Produzione
L'idea originaria di riproporre per il grande schermo il romanzo di Matheson risale al 1995, quando la Warner Bros. ne acquistò i diritti cinematografici con l'intenzione di farlo dirigere da Ridley Scott e di assegnare la parte di protagonista a Arnold Schwarzenegger, ma così non fu per problemi di budget troppo alto.
Le riprese del film sono iniziate ufficialmente il 23 settembre 2006: si sono svolte per la maggior parte a New York e dintorni mentre alcune scene sono state effettuate in New Jersey e in generale si sono concluse il 31 marzo 2007. Il budget per la realizzazione del film è stato di circa 150 milioni di dollari.

### Cameo
È presente un cameo dell'attrice inglese Emma Thompson nel ruolo della dottoressa Alice Krippin (non accreditato), che all'inizio del film viene intervistata in TV a proposito del vaccino nella cura del cancro tramutatosi poi nel devastante virus, denominato appunto Morbo di Krippin.

### Finale alternativo
Dopo pochi mesi dall'uscita cinematografica, su Internet ha iniziato a circolare un video relativo a una versione alternativa del finale, forse sostituito con il finale presente nell'edizione cinematografica nelle ultime fasi della post-produzione.
La trama è molto diversa: al posto di farsi esplodere con gli infetti, Neville si salva. Il capo degli infetti disegna con le mani una farfalla sul vetro e subito dopo Neville vede sul collo della donna infetta sottoposta alla cura sperimentale la farfalla tatuata (e non su quello di Anna, come nel finale originale). Così rimuove l'ago del vaccino alla donna in cura, facendola tornare infetta e riconsegnandola al capo dei mostri, che aveva interrotto l'attacco. Il capo riprende con sé la donna abbracciandola e baciandola, dimostrando che anche le persone infette, al contrario di quanto credeva Neville fino a quel momento, avevano sviluppato una loro struttura sociale e potevano provare sentimenti. Neville viene quindi lasciato vivo dagli esseri che se ne vanno e, nella scena successiva ambientata in pieno giorno, si allontana da New York con la ragazza e il bambino sul suo fuoristrada. Non viene mostrato il loro arrivo nella comunità dei sopravvissuti, sulla cui reale esistenza il personaggio di Neville aveva precedentemente posto dei dubbi, che con questo finale potrebbero rivelarsi motivati.
In questo finale alternativo si vedono inoltre alcune scene presenti nel trailer, ma assenti nel film distribuito nelle sale. Questo finale, insieme ad altro materiale inedito, è stato inserito nell'edizione DVD.

## Distribuzione
Il film è uscito il 14 dicembre 2007 nelle sale statunitensi e l'11 gennaio 2008 in quelle italiane.

## Accoglienza

### Incassi
Nel suo weekend di apertura la pellicola ha incassato 77211321 $ in 3 606 cinema statunitensi, con una media di più di 21 mila dollari per sala, piazzandosi in testa alla classifica degli incassi del weekend 14-16 dicembre 2007. Risulta inoltre il più alto incasso d'apertura di tutto il mese di dicembre.
A fronte di un budget di 150 milioni di dollari, il film ha incassato 256393010 $ in Nord America e 329105732 $ nel resto del mondo, per un totale di 585498742 $. In Italia ha incassato 21020300 $.

### Critica
Il film ha ricevuto recensioni positive da parte della critica. Sull'aggregatore di recensioni Rotten Tomatoes ha un indice di gradimento del 68% basato su 215 recensioni, con un voto medio di 6,3 su 10; il consenso critico del sito afferma: «Io sono leggenda supera gli effetti speciali discutibili e riesce grandemente a sfruttare la notevole prestazione da attore di Will Smith». Su Metacritic ottiene un punteggio di 65 su 100 basato su 37 recensioni.

## Riconoscimenti
- 2007 – Satellite Award
  - Candidatura per il miglior sonoro
- 2008 – Golden Reel Award
  - Candidatura per i migliori effetti sonori
- 2008 – Golden Trailer Award
  - Miglior horror
  - Miglior sonoro
  - Candidatura per il miglior spot tv thriller (per One)
  - Candidatura per il miglior spot tv originale (per Quarentine)
- 2008 – Image Award
  - Candidatura per il miglior attore in un film d'azione a Will Smith
  - Candidatura per il miglior film d'azione
- 2008 – MTV Movie Award
  - Migliore performance maschile a Will Smith
  - Candidatura per il miglior film
- 2008 – National Movie Award
  - Candidatura per il miglior film d'azione/avventura
  - Candidatura per la miglior performance maschile a Will Smith
- 2008 – Saturn Award
  - Miglior attore a Will Smith
  - Candidatura per il miglior film di fantascienza
- 2008 – Teen Choice Award
  - Miglior film horror/thriller
  - Miglior attore horror/thriller a Will Smith
- 2008 – World Soundtrack Award
  - Compositore dell'anno a James Newton Howard
- 2008 – Young Artist Award
  - Candidatura per la miglior performance di una giovane attrice di dieci anni a Willow Smith

## Sequel
I Am Legend: Awakening era il titolo di lavorazione di un progetto prequel con uscita prevista nel 2011. Dalle notizie riferite dai media alla regia sarebbe stato riconfermato Lawrence, con una sceneggiatura di D.B. Weiss e il protagonista Will Smith avrebbe ripreso la parte di Neville. La trama, ambientata a NYC e Washington, avrebbe narrato gli avvenimenti di poco antecedenti all'espansione della pandemia e del ruolo chiave avuto da Neville al riguardo. Durante un'intervista a MTV, il regista Francis Lawrence ha confermato che il progetto era stato definitivamente abbandonato.
Il 17 febbraio 2012 era stata ufficializzata la notizia di un accordo tra la Warner Bros., la Overbrook Entertainment di Will Smith e lo sceneggiatore Akiva Goldsman per un secondo capitolo del film, senza specificare se si trattasse di un sequel o un prequel, ambientato cioè prima o dopo delle vicende narrate nel primo capitolo. Il 5 marzo 2022 viene ri-confermato lo sviluppo del sequel, con Michael B. Jordan che si unisce al cast insieme al ritorno di Will Smith. Il 26 luglio 2024 è stato riportato che Steven Caple Jr. era in trattative per dirigere il sequel. Il film seguirà il finale alternativo invece di quello cinematografico.